# مدل استاندارد خورشیدی
مدل استاندارد خورشیدی (انگلیسی: Standard solar model) یا (SSM) یک مدل ریاضی از خورشید به عنوان یک توپ کروی از گاز است (در حالات مختلف یونش، با هیدروژن موجود در اعماق داخلی یک پلاسمای کاملاً یونیزه شده است). این مدل ستاره‌ای، از نظر فنی، مدل شبه استاتیک تقارن دایره‌ای یک ستاره، دارای ساختار ستاره‌ای است که توسط چندین معادله دیفرانسیل که از اصول فیزیکی اولیه مشتق شده‌اند، توصیف شده است. این مدل توسط شرایط فرایند شبه‌تعادلی، یعنی درخشندگی، شعاع، سن و ترکیب خورشید، که به خوبی مشخص شده‌اند، محدود می‌شود. سن خورشید را نمی‌توان مستقیماً اندازه‌گیری کرد. یکی از راه‌های تخمین آن مربوط به دوران قدیمی‌ترین شهاب‌سنگ‌ها و مدل‌های تکامل منظومه شمسی است. ترکیب در فتوسفر خورشید امروزی، بر حسب جرم، ۷۴٫۹٪ هیدروژن و ۲۳٫۸٪ هلیوم است. همه عناصر سنگین‌تر که در اخترشناسی فلز نامیده می‌شوند، کمتر از ۲ درصد جرم را تشکیل می‌دهند. SSM برای آزمایش اعتبار نظریه تکامل ستاره ای استفاده می‌شود. در واقع، تنها راه برای تعیین دو پارامتر آزاد مدل تکامل ستاره‌ای، فراوانی هلیوم و پارامتر طول اختلاط (که برای مدل‌سازی همرفت در خورشید استفاده می‌شود)، تنظیم SSM برای «تناسب» با خورشید مشاهده‌شده است.